# Groovin' (The Young Rascals)
Groovin' è il terzo album in studio del gruppo musicale The Young Rascals, pubblicato nel 1967.

## Tracce
Side 1
1. A Girl Like You
2. Find Somebody
3. I'm So Happy Now
4. Sueño
5. How Can I Be Sure

Side 2
1. Groovin'
2. If You Knew
3. I Don't Love You Anymore
4. You Better Run
5. A Place in the Sun
6. It's Love

## Formazione

### Gruppo
- Felix Cavaliere – voce, tastiera, organo
- Eddie Brigati – voce, percussioni
- Gene Cornish – voce, chitarra, basso, armonica
- Dino Danelli – batteria

### Musicisti addizionali
- David Brigati – voce
- Hubert Laws – flauto
- Chuck Rainey – basso